# Eugenia rekoi
Eugenia rekoi är en myrtenväxtart som beskrevs av Paul Carpenter Standley. Eugenia rekoi ingår i släktet Eugenia och familjen myrtenväxter. Inga underarter finns listade i Catalogue of Life.